# رجلو
رجلو (به ایتالیایی: Reggello) یک کومونه در ایتالیا است که در استان فلورانس واقع شده‌است. رجلو ۱۲۱٫۲ کیلومتر مربع مساحت و ۱۵٬۲۷۴ نفر جمعیت دارد و ۳۹۰ متر بالاتر از سطح دریا واقع شده‌است.

## نگارخانه

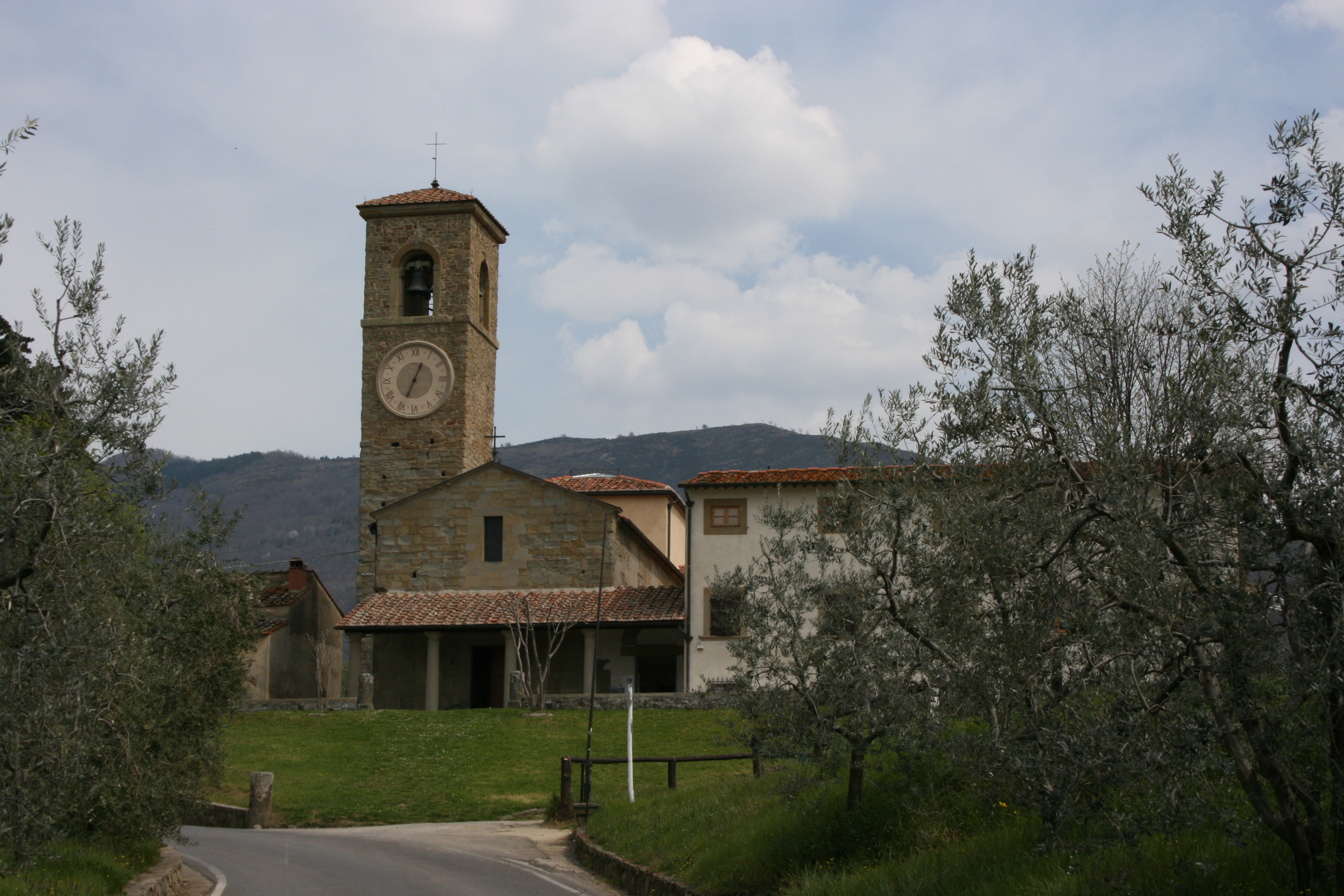
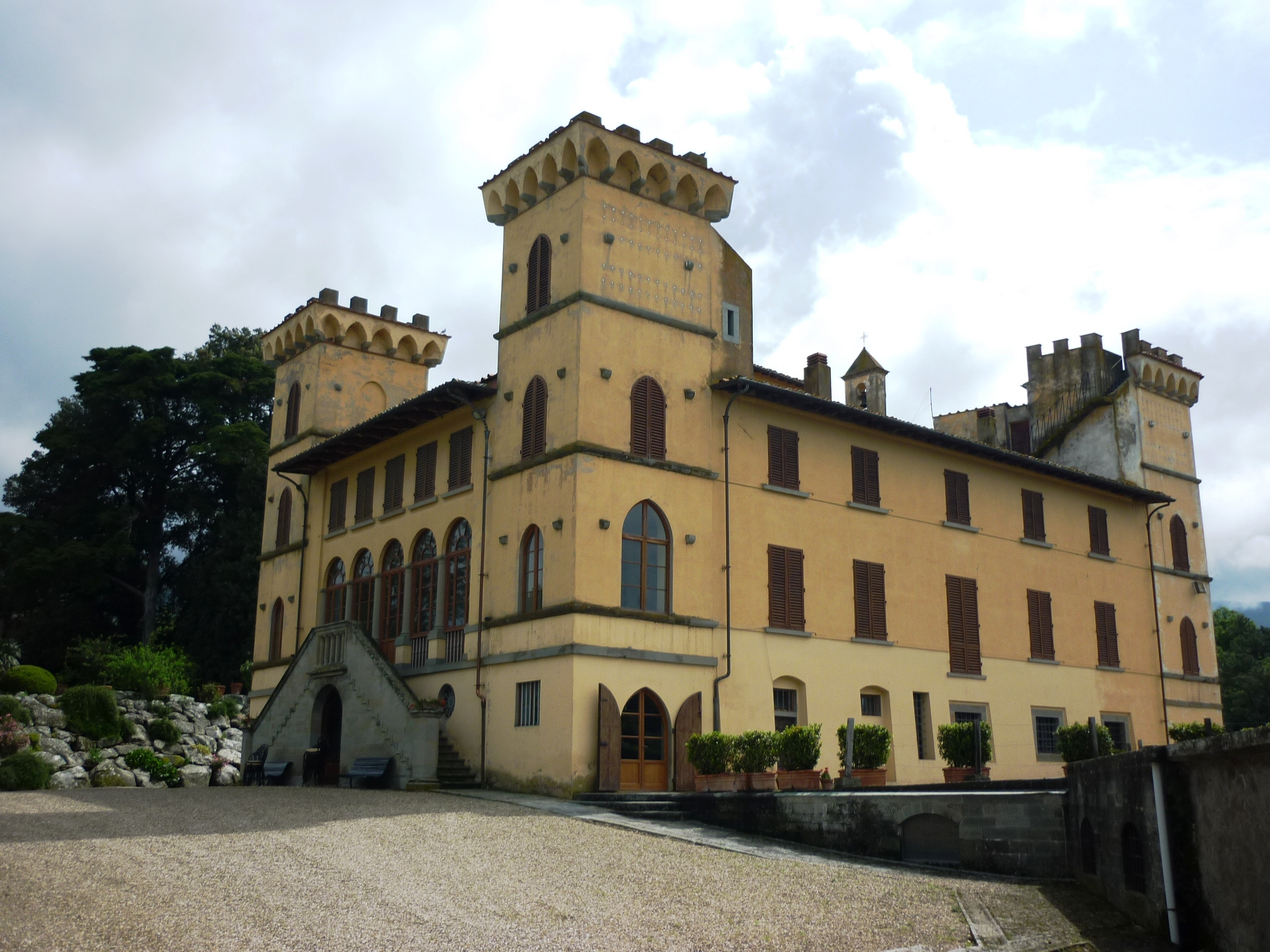